# Penikkajärvi, Norra Österbotten
Penikkajärvi eller Penikkalampi är en sjö i Finland. Den ligger i kommunen Utajärvi i landskapet Norra Österbotten, i den centrala delen av landet, 500 km norr om huvudstaden Helsingfors. Penikkajärvi ligger 114,3 meter över havet. Den ligger vid sjön Korpinen. I omgivningarna runt Penikkajärvi växer i huvudsak barrskog. Arean är 27,4 hektar och strandlinjen är 2,57 kilometer lång. Sjön  ingår i Kiminge älvs huvudavrinningsområde. 